# Laura Harris
Laura Elizabeth Harris, född 20 november 1976 i Vancouver, är en kanadensisk skådespelare. Hon är mest känd för sin roll som liemannen Daisy Adair i tv-serien Mitt liv som död.

## Filmografi (i urval)
- 1992 – TV-terror som Flickvän #1
- 1995 – Best Wishes Mason Chadwick som May
- 1997 – Into the Arms of Danger som Jan
- 1997 – Habitat som Deborah Marlowe
- 1997 – Suicide Kings som Elise Chasten
- 1997 – Kitchen Party som Tammy Driscoll
- 1998 – The Faculty som Marybeth Louise Hutchinson
- 1999 – The Manor som Gillian Ravenscroft
- 1999 – Just the Ticket som Alice/Cyclops
- 2000 – The Highwayman som Ziggy Watson
- 2000 – The Calling som Kristie St. Clair
- 2001 – Going Greek som Paige Forrester
- 2001 – Come Together som Charlotte Hart
- 2003 – A Mighty Wind som Girl Klapper
- 2003 – It's Better to Be Wanted For Murder Than Not to Be Wanted at All som Ann Clemons
- 2006 – Severance som Maggie
- 2006 – Ted's MBA som Cassie Meyers